# Sixx Austria
Sixx Austria est une chaîne de télévision généraliste nationale autrichienne, filiale de la chaîne allemande Sixx.

## Histoire
Début 2012, SevenOne Media Austria GmbH, en tant que filiale de ProSiebenSat.1 Media SE et responsable des activités en Autriche, annonce son intention de reprendre la chaîne privée Austria 9 TV. L'achat est finalisé en avril 2012 et Austria 9 TV est intégrée au groupe ProSiebenSat.1 Austria. L'objectif de cette acquisition est de créer et de commercialiser une filiale du diffuseur allemand Sixx. Sixx Austria pourra être reçue dès le début de la diffusion par 82% des foyers autrichiens, car les capacités existantes seront utilisées.
La relance de la chaîne commence le 3 juillet dans la Rosenhügel-Filmstudio. Comme SevenOne Media Austria GmbH l'annonce peu de temps après le rachat, tous les diffuseurs autrichiens déménageront dans le Media Quarter Marx fin 2012.
Le 3 juillet 2012, Sixx Austria commence à diffuser ponctuellement à 20 h 15 avec le film 27 robes.